# Arvidsjaurs socken
Arvidsjaurs socken ligger i Lappland och motsvarar området som sedan 1971 utgör Arvidsjaurs kommun och från 2016 Arvidsjaurs distrikt.
Socknens areal var den 1 januari 1961 6 113,11 kvadratkilometer, varav 5 708,25 km² land. År 2000 fanns här 7 233 invånare. Tätorterna Glommersträsk och Moskosel samt tätorten och kyrkbyn Arvidsjaur med sockenkyrkan Arvidsjaurs kyrka ligger i socknen.

## Administrativ historik
Arvidsjaurs socken bröts 1606 ut ur Piteå socken, men återgick som annex 1614. År 1640 blev Arvidsjaur återigen fristående, samtidigt som Arjeplogs socken, Silbojokks församling och Nasafjälls församling. År 1862 utbröts Malå socken.
När 1862 års kommunreform genomfördes i Lappland 1874 överfördes ansvaret för de kyrkliga frågorna till Arvidsjaurs församling och för de borgerliga frågorna till Arvidsjaurs landskommun. Landskommunen ombildades 1971 till Arvidsjaurs kommun.
1 januari 2016 inrättades distriktet Arvidsjaur, med samma omfattning som socknen och kommunen.
Socknen har tillhört fögderier, tingslag och domsagor enligt vad som beskrivs i artikeln Lappland. De indelta soldaterna tillhörde Norrbottens regemente.

## Geografi
Arvidsjaurs socken ligger kring Piteälven, Byskeälven och Skellefteälven. Socknen är en kuperad myrrik skogsbygd med höjder som når över 750 meter över havet.

## Fornlämningar
Ett hundratal boplatser från stenåldern är funna. Över 300 fångstgropar har påträffats.

## Namnet
Namnet (1559 Arffwe träsk, 1600 Arues järff) kommer från sjön vid vilken kyrkan kom att uppföras och är en försvenskning av det samiska Árviesjávrrie. Förleden är árvies, '(rikt) givande' och efterleden är jávrrie, 'sjö', syftande på gott fiske i sjön.

## Befolkningsutveckling
| Befolkningsutvecklingen i Arvidsjaurs socken 1750–1990                                                   | Befolkningsutvecklingen i Arvidsjaurs socken 1750–1990 | Befolkningsutvecklingen i Arvidsjaurs socken 1750–1990 | Befolkningsutvecklingen i Arvidsjaurs socken 1750–1990 | Befolkningsutvecklingen i Arvidsjaurs socken 1750–1990 |
| --- | ------------------------------------------------------ | ------------------------------------------------------ | ------------------------------------------------------ | ------------------------------------------------------ |
| |                                                        |                                                        |                                                        |                                                        |
| År |                                                        |                                                        | Folkmängd                                              |                                                        |
| 1750 | 1750                                                   |                                                        | 269                                                    |                                                        |
| 1760 | 1760                                                   |                                                        | 305                                                    |                                                        |
| 1769 | 1769                                                   |                                                        | 374                                                    |                                                        |
| 1780 | 1780                                                   |                                                        | 512                                                    |                                                        |
| 1790 | 1790                                                   |                                                        | 681                                                    |                                                        |
| 1800 | 1800                                                   |                                                        | 810                                                    |                                                        |
| 1810 | 1810                                                   |                                                        | 971                                                    |                                                        |
| 1820 | 1820                                                   |                                                        | 1 101                                                  |                                                        |
| 1830 | 1830                                                   |                                                        | 1 344                                                  |                                                        |
| 1840 | 1840                                                   |                                                        | 1 616                                                  |                                                        |
| 1850 | 1850                                                   |                                                        | 2 010                                                  |                                                        |
| 1860 | 1860                                                   |                                                        | 2 026                                                  |                                                        |
| 1870 | 1870                                                   |                                                        | 2 473                                                  |                                                        |
| 1880 | 1880                                                   |                                                        | 3 164                                                  |                                                        |
| 1890 | 1890                                                   |                                                        | 4 040                                                  |                                                        |
| 1900 | 1900                                                   |                                                        | 5 220                                                  |                                                        |
| 1910 | 1910                                                   |                                                        | 6 349                                                  |                                                        |
| 1920 | 1920                                                   |                                                        | 7 005                                                  |                                                        |
| 1930 | 1930                                                   |                                                        | 8 948                                                  |                                                        |
| 1940 | 1940                                                   |                                                        | 9 824                                                  |                                                        |
| 1950 | 1950                                                   |                                                        | 11 096                                                 |                                                        |
| 1960 | 1960                                                   |                                                        | 10 317                                                 |                                                        |
| 1970 | 1970                                                   |                                                        | 8 400                                                  |                                                        |
| 1980 | 1980                                                   |                                                        | 8 392                                                  |                                                        |
| 1990 | 1990                                                   |                                                        | 8 081                                                  |                                                        |
| Anm: Källor: Umeå universitet - Tabellverket 1749-1859, Demografiska databasen, CEDAR, Umeå universitet. |                                                        |                                                        |                                                        |                                                        |

### Språk och etnicitet
Nedanstående siffror är tagna från Statistiska centralbyråns folkräkningar 1900, 1910, 1920 och 1930 och visar inte medborgarskap utan de som SCB ansåg vara av "finsk, svensk eller lapsk stam".
| Årtal | Svenskar | Finnar | Samer | Totalt |
| ----- | -------- | ------ | ----- | ------ |
| 1860  | 1 585    | 0      | 441   | 2 026  |
| 1870  | 1 983    | 0      | 490   | 2 473  |
| 1880  | 2 653    | 0      | 511   | 3 164  |
| 1890  | 3 407    | 1      | 632   | 4 040  |
| 1900  | 4 479    | 1      | 740   | 5 220  |
| 1910  | 5 505    | 2      | 842   | 6 349  |
| 1920  | 6 174    | 0      | 833   | 7 007  |
| 1930  | 8 194    | 12     | 744   | 8 950  |